# Prawo i porządek: Los Angeles
Prawo i porządek: Los Angeles (ang. Law & Order: Los Angeles) – fabularny amerykański serial telewizyjny emitowany przez NBC w latach 2010 do 2011. Serial jest czwartym spin-offem serialu Prawo i porządek. Twórcami serialu są Dick Wolf i  Blake Masters. Serial miał swoją premierę 29 września 2010 roku. 
18 stycznia 2011 NBC podjęła decyzje o anulowaniu serialu.
W Polsce serial był emitowany od 30 sierpnia 2011 roku przez 13 Ulica.

## Fabuła
Serial opowiada o codziennej pracy detektywów z Los Angeles, którzy zajmują się prowadzeniem śledztw o najwyższym priorytecie. 

## Obsada
| Aktor             | Postać                 | zawód                           |
| ----------------- | ---------------------- | ------------------------------- |
| Alfred Molina     | Ricardo Morales        | zastępca prokuratora okręgowego |
| Corey Stoll       | Tomas "TJ" Jaruszalski | detektyw                        |
| Rachel Ticotin    | Arleen Gonzales        | porucznik                       |
| Alana de la Garza | Connie Rubirora        | zastępca prokuratora okręgowego |
| Terrence Howard   | Jonah "Joe" Dekker     | zastępca prokuratora okręgowego |
| Skeet Ulrich      | Rex Winters            | detektyw                        |
| Regina Hall       | Evelyn Price           | zastępca prokuratora okręgowego |
| Megan Boone       | Lauren Stanton         | zastępca prokuratora okręgowego |

## Przegląd sezonu
| Sezon | Sezon | Odcinki | Pierwsza emisja  | Pierwsza emisja | Pierwsza emisja  | Pierwsza emisja  | Pierwsza emisja |
| Sezon | Sezon | Odcinki | Premiera sezonu  | Finał sezonu    | Premiera sezonu  | Finał sezonu     |                 |
| ----- | ----- | ------- | ---------------- | --------------- | ---------------- | ---------------- | --------------- |
|       | 1     | 22      | 29 września 2010 | 11 lipca 2011   | 30 sierpnia 2011 | 10 stycznia 2012 |                 |

## Lista odcinków

### Sezon 1 (2010-2011)
| Nr | #   | Tytuł           | Polski tytuł       | Reżyseria           | Scenariusz                 | Premiera (NBC)       | Premiera (13 Ulica)  |
| -- | --- | --------------- | ------------------ | ------------------- | -------------------------- | -------------------- | -------------------- |
| 1  | 1   | Hollywood       | Hollywood          | Allen Coulter       | Blake Masters, Dick Wolf   | 29 września 2010     | 30 sierpnia 2011     |
| 2  | 2   | Echo Park       | Park Echo          | Alex Chapple        | Peter Blauner              | 6 października 2010  | 6 września 2011      |
| 3  | 3   | Harbor City     | Harbor City        | Nick Gomez          | Judith McCreary            | 13 października 2010 | 13 września 2011     |
| 4  | 4   | Sylmar          | Sylmar             | Constantine Makris  | Richard Sweren             | 20 października 2010 | 20 września 2011     |
| 5  | 5   | Pasadena        | Pasadena           | Roger Young         | Debra J. Fisher            | 3 listopada 2010     | 27 września 2011     |
| 6  | 6   | Hondo Field     | Zasięg             | Ed Bianchi          | Michael S. Chernuchin      | 10 listopada 2010    | 3 października 2011  |
| 7  | 7   | Ballona Creek   | Zatoka             | Vincent Misiano     | Richard Sweren             | 17 listopada 2010    | 11 października 2011 |
| 8  | 8   | Playa Vista     | Gra w golfa        | Jean de Segonzac    | Julie Martin               | 1 grudnia 2010       | 18 października 2011 |
| 9  | 9   | Zuma Canyon     | Kanion             | Tom DiCillo         | Richard Sweren             | 11 kwietnia 2011     | 25 października 2011 |
| 10 | 10  | Silver Lake     | Srebrne jezioro    | Christopher Misiano | Peter Blauner              | 11 kwietnia 2011     | 1 listopada 2011     |
| 11 | 11  | East Pasadena   | Wschodnia Pasadena | Christopher Misiano | Richard Sweren             | 18 kwietnia 2011     | 8 listopada 2011     |
| 12 | 12  | Benedict Canyon | Kanion Benedykta   | Alex Chapple        | Michael S. Chernuchin      | 25 kwietnia 2011     | 15 listopada 2011    |
| 13 | 13  | Reseda          | Rozeda             | Alex Chapple        | David Matthews             | 2 maja 2011          | 22 listopada 2011    |
| 14 | 1 4 | Runyon Canyon   | Kanion Runyon      | Roger Young         | Michael S. Chernuchin      | 9 maja 2011          | 29 listopada 2011    |
| 15 | 15  | Hayden Tract    | Trakt              | René Balcer         | René Balcer                | 16 maja 2011         | 6 grudnia 2011       |
| 16 | 16  | Big Rock Mesa   | Big Rock Mesa      | Helen Shaver        | Julie Martin               | 23 maja 2011         | 13 grudnia 2011      |
| 17 | 17  | Angel's Knoll   | Anioł Knoll        | Vincent Misiano     | Peter Blauner              | 25 maja 2011         | 20 grudnia 2011      |
| 18 | 18  | Plummer Park    | Park Plummer       | Milan Cheylov       | René Balcer                | 30 maja 2011         | 27 grudnia 2011      |
| 19 | 19  | Carthay Circle  | Koło               | Rod Holcomb         | Debra J. Fisher            | 6 czerwca 2011       | 27 grudnia 2011      |
| 20 | 20  | El Sereno       | El Sereno          | Jean de Segonzac    | Peter Blauner, René Balcer | 20 czerwca 2011      | 3 stycznia 2012      |
| 21 | 21  | Van Nuys        | Van Nuys           | Vincent Misiano     | Julie Martin               | 27 czerwca 2011      | 3 stycznia 2012      |
| 22 | 22  | Westwood        | Westwood           | Christine Moore     | Julie Martin               | 11 lipca 2011        | 10 stycznia 2012     |